# Agrilus malvastri
Agrilus malvastri är en skalbaggsart som beskrevs av Fisher 1928. Agrilus malvastri ingår i släktet Agrilus och familjen praktbaggar. Inga underarter finns listade i Catalogue of Life.